# Settimana Internazionale di Coppi e Bartali 2020
La Settimana Internazionale di Coppi e Bartali 2020, trentacinquesima edizione della corsa e ventiduesima con questa denominazione, valevole come evento del circuito UCI Europe Tour 2020 categoria 2.1 e della Ciclismo Cup 2020, si svolse dal 1º al 4 settembre 2020 (originariamente prevista dal 25 al 29 marzo ed in seguito posticipata a causa della pandemia di COVID-19) su un percorso totale di 612,7 km, con partenza da Gatteo e arrivo a Forlì. La vittoria fu appannaggio dell'ecuadoriano Jhonatan Narváez, il quale completò il percorso in 15h15'54", alla media di 40,138 km/h, precedendo l'italiano Andrea Bagioli ed il portoghese João Almeida.
Sul traguardo di Forlì 118 ciclisti, su 167 partiti da Gatteo, portarono a termine la competizione.

## Tappe
| Tappa  | Data         | Percorso                                 | km    | Vincitore di tappa    | Leader cl. generale   |
| ------ | ------------ | ---------------------------------------- | ----- | --------------------- | --------------------- |
| 1ª-1ª  | 1º settembre | Gatteo > Gatteo                          | 97,8  | Olav Kooij            | Olav Kooij            |
| 1ª-2ª  | 1º settembre | Gatteo a Mare > Gatteo (cron. a squadre) | 13,3  | Deceuninck-Quick Step | Mikkel Frølich Honoré |
| 2ª     | 2 settembre  | Riccione > Sogliano al Rubicone          | 166,5 | Andrea Bagioli        | Andrea Bagioli        |
| 3ª     | 3 settembre  | Riccione > Riccione                      | 168,9 | Jhonatan Narváez      | Andrea Bagioli        |
| 4ª     | 4 settembre  | Forlì > Forlì                            | 171,4 | Pascal Eenkhoorn      | Jhonatan Narváez      |
| Totale | Totale       | Totale                                   | 612,7 |                       |                       |

## Squadre e corridori partecipanti
| N.      | Cod. | Squadra                      |
| ------- | ---- | ---------------------------- |
| 1-6     | JVD  | Jumbo-Visma Development Team |
| 11-16   | TBM  | Bahrain-McLaren              |
| 21-26   | AST  | Astana Pro Team              |
| 31-36   | DQT  | Deceuninck-Quick-Step        |
| 41-46   | UAD  | UAE Team Emirates            |
| 51-56   | BOH  | Bora-Hansgrohe               |
| 61-66   | NTT  | NTT Pro Cycling Team         |
| 71-76   | IGD  | Ineos Grenadiers             |
| 81-86   | TFS  | Trek-Segafredo               |
| 91-96   | MOV  | Movistar Team                |
| 101-106 | BCF  | Bardiani-CSF-Faizanè         |
| 111-116 | THR  | Vini Zabù KTM                |
| 121-126 | ANS  | Androni Giocattoli-Sidermec  |
| 131-136 | GAZ  | Gazprom-RusVelo              |
| 141-146 | AFC  | Alpecin-Fenix                |

| N.      | Cod. | Squadra                            |
| ------- | ---- | ---------------------------------- |
| 151-156 | ---  | non assegnato                      |
| 161-166 | CJA  | Caja Rural-Seguros RGA             |
| 171-176 | NDP  | Nippo Delko Provence               |
| 181-186 | RLY  | Rally Cycling                      |
| 191-196 | CWG  | Circus-Wanty Gobert                |
| 201-206 | WVA  | Bingoal-Wallonie Bruxelles         |
| 211-216 | BBH  | Burgos-BH                          |
| 221-226 | BTM  | Beltrami TSA Marchiol              |
| 231-236 | SAT  | Sangemini Trevigiani MG.K Vis      |
| 241-246 | IVD  | Work Service Dynatek Vega          |
| 251-256 | GEF  | General Store-Essegibi-F.lli Curia |
| 261-266 | CPK  | Team Colpack Ballan                |
| 271-275 | GTV  | Giotti Victoria                    |
| 281-286 | CTA  | Colombia Tierra de Atletas         |

## Dettagli delle tappe

### 1ª tappa, 1ª semitappa
- 1º settembre: Gatteo > Gatteo – 97,8 km

Risultati
| Pos. | Corridore    | Squadra  | Tempo    |
| ---- | ------------ | -------- | -------- |
| 1    | Olav Kooij   | Jumbo DT | 2h08'26" |
| 2    | Ethan Hayter | Ineos    | s.t.     |
| 3    | Phil Bauhaus | Bahrain  | s.t.     |

| Pos. | Corridore    | Squadra  | Tempo    |
| ---- | ------------ | -------- | -------- |
| 1    | Olav Kooij   | Jumbo DT | 2h08'20" |
| 2    | Ethan Hayter | Ineos    | a 2"     |
| 3    | Phil Bauhaus | Bahrain  | a 4"     |

### 1ª tappa, 2ª semitappa
- 1º settembre: Gatteo a Mare > Gatteo – Cronometro a squadre – 13,3 km

Risultati
| Pos. | Squadra               | Tempo  |
| ---- | --------------------- | ------ |
| 1    | Deceuninck-Quick Step | 14'32" |
| 2    | Ineos Grenadiers      | a 8"   |
| 3    | Bora-Hansgrohe        | a 11"  |

| Pos. | Corridore         | Squadra    | Tempo    |
| ---- | ----------------- | ---------- | -------- |
| 1    | M. Frølich Honoré | Deceuninck | 2h22'58" |
| 2    | James Knox        | Deceuninck | s.t.     |
| 3    | João Almeida      | Deceuninck | s.t.     |

### 2ª tappa
- 2 settembre: Riccione > Sogliano al Rubicone – 166,5 km

Risultati
| Pos. | Corridore        | Squadra    | Tempo    |
| ---- | ---------------- | ---------- | -------- |
| 1    | Andrea Bagioli   | Deceuninck | 4h21'58" |
| 2    | Jhonatan Narváez | Ineos      | a 1"     |
| 3    | Nicola Conci     | Trek       | s.t.     |

| Pos. | Corridore        | Squadra    | Tempo    |
| ---- | ---------------- | ---------- | -------- |
| 1    | Andrea Bagioli   | Deceuninck | 6h44'46" |
| 2    | Jhonatan Narváez | Ineos      | a 13"    |
| 3    | João Almeida     | Deceuninck | a 16"    |

### 3ª tappa
- 3 settembre: Riccione > Riccione – 168,9 km

Risultati
| Pos. | Corridore        | Squadra | Tempo    |
| ---- | ---------------- | ------- | -------- |
| 1    | Jhonatan Narváez | Ineos   | 4h37'04" |
| 2    | Pascal Eenkhoorn | Jumbo   | s.t.     |
| 3    | Biniam Girmay    | Nippo   | s.t.     |

| Pos. | Corridore        | Squadra    | Tempo     |
| ---- | ---------------- | ---------- | --------- |
| 1    | Andrea Bagioli   | Deceuninck | 11h21'50" |
| 2    | Jhonatan Narváez | Ineos      | a 3"      |
| 3    | João Almeida     | Deceuninck | a 16"     |

### 4ª tappa
- 4 settembre: Forlì > Forlì – 171,4 km

Risultati
| Pos. | Corridore        | Squadra  | Tempo    |
| ---- | ---------------- | -------- | -------- |
| 1    | Pascal Eenkhoorn | Jumbo DT | 3h54'05" |
| 2    | Diego Ulissi     | UAE      | s.t.     |
| 3    | Jhonatan Narváez | Ineos    | s.t.     |

| Pos. | Corridore        | Squadra    | Tempo     |
| ---- | ---------------- | ---------- | --------- |
| 1    | Jhonatan Narváez | Ineos      | 15h15'54" |
| 2    | Andrea Bagioli   | Deceuninck | a 1"      |
| 3    | João Almeida     | Deceuninck | a 17"     |

## Evoluzione delle classifiche
| Tappa              | Vincitore             | Classifica generale Maglia bianca | Classifica scalatori Maglia verde | Classifica a punti Maglia rossa | Classifica giovani Maglia arancione | Classifica a squadre  |
| ------------------ | --------------------- | --------------------------------- | --------------------------------- | ------------------------------- | ----------------------------------- | --------------------- |
| 1ª-1               | Olav Kooij            | Olav Kooij                        | Johan Jacobs                      | Olav Kooij                      | Olav Kooij                          | Ineos Grenadiers      |
| 1ª-2               | Deceuninck-Quick Step | Mikkel Frølich Honoré             | Johan Jacobs                      | Olav Kooij                      | Mikkel Frølich Honoré               | Deceuninck-Quick Step |
| 2ª                 | Andrea Bagioli        | Andrea Bagioli                    | Johan Jacobs                      | Andrea Bagioli                  | Andrea Bagioli                      | Deceuninck-Quick Step |
| 3ª                 | Jhonatan Narváez      | Andrea Bagioli                    | Julen Amezqueta                   | Jhonatan Narváez                | Andrea Bagioli                      | Deceuninck-Quick Step |
| 4ª                 | Pascal Eenkhoorn      | Jhonatan Narváez                  | Julen Amezqueta                   | Jhonatan Narváez                | Jhonatan Narváez                    | Astana Pro Team       |
| Classifiche finali | Classifiche finali    | Jhonatan Narváez                  | Julen Amezqueta                   | Jhonatan Narváez                | Jhonatan Narváez                    | Astana Pro Team       |

## Classifiche finali

### Classifica generale - Maglia bianca
| Pos. | Corridore        | Squadra    | Punti     |
| ---- | ---------------- | ---------- | --------- |
| 1    | Jhonatan Narváez | Ineos      | 15h15'54" |
| 2    | Andrea Bagioli   | Deceuninck | a 1"      |
| 3    | João Almeida     | Deceuninck | a 17"     |
| 4    | Diego Ulissi     | UAE        | a 25"     |
| 5    | Nicola Conci     | Trek       | a 30"     |
| 6    | Pascal Eenkhoorn | Jumbo DT   | a 40"     |
| 7    | Jacopo Mosca     | Trek       | a 42"     |
| 8    | Merhawi Kudus    | Astana     | a 43"     |
| 9    | Mauro Finetto    | Nippo      | a 47"     |
| 10   | Gavin Mannion    | Rally      | a 53"     |

### Classifica scalatori - Maglia verde
| Pos. | Corridore       | Squadra    | Punti |
| ---- | --------------- | ---------- | ----- |
| 1    | Julen Amezqueta | Caja Rural | 31    |
| 2    | Ben O'Connor    | NTT        | 26    |
| 3    | Johan Jacobs    | Movistar   | 25    |
| 4    | Jon Irisarri    | Caja Rural | 13    |
| 5    | Iván Sosa       | Ineos      | 12    |

### Classifica a punti - Maglia rossa
| Pos. | Corridore        | Squadra    | Punti |
| ---- | ---------------- | ---------- | ----- |
| 1    | Jhonatan Narváez | Ineos      | 24    |
| 2    | Pascal Eenkhoorn | Jumbo DT   | 18    |
| 3    | Diego Ulissi     | UAE        | 13    |
| 4    | Andrea Bagioli   | Deceuninck | 12    |
| 5    | Ethan Hayter     | Ineos      | 12    |

### Classifica giovani - Maglia arancione
| Pos. | Corridore        | Squadra    | Punti     |
| ---- | ---------------- | ---------- | --------- |
| 1    | Jhonatan Narváez | Ineos      | 15h15'54" |
| 2    | Andrea Bagioli   | Deceuninck | a 1"      |
| 3    | João Almeida     | Deceuninck | a 17"     |
| 4    | Nicola Conci     | Trek       | a 30"     |
| 5    | Pascal Eenkhoorn | Jumbo DT   | a 40"     |

### Classifica a squadre
| Pos. | Squadra                     | Tempo     |
| ---- | --------------------------- | --------- |
| 1    | Astana Pro Team             | 45h20'45" |
| 2    | Deceuninck-Quick Step       | a 5"      |
| 3    | Androni Giocattoli-Sidermec | a 19"     |
| 4    | Nippo Delko Provence        | a 5'55"   |
| 5    | UAE Team Emirates           | a 6'27"   |